# Ținutul Bahmut

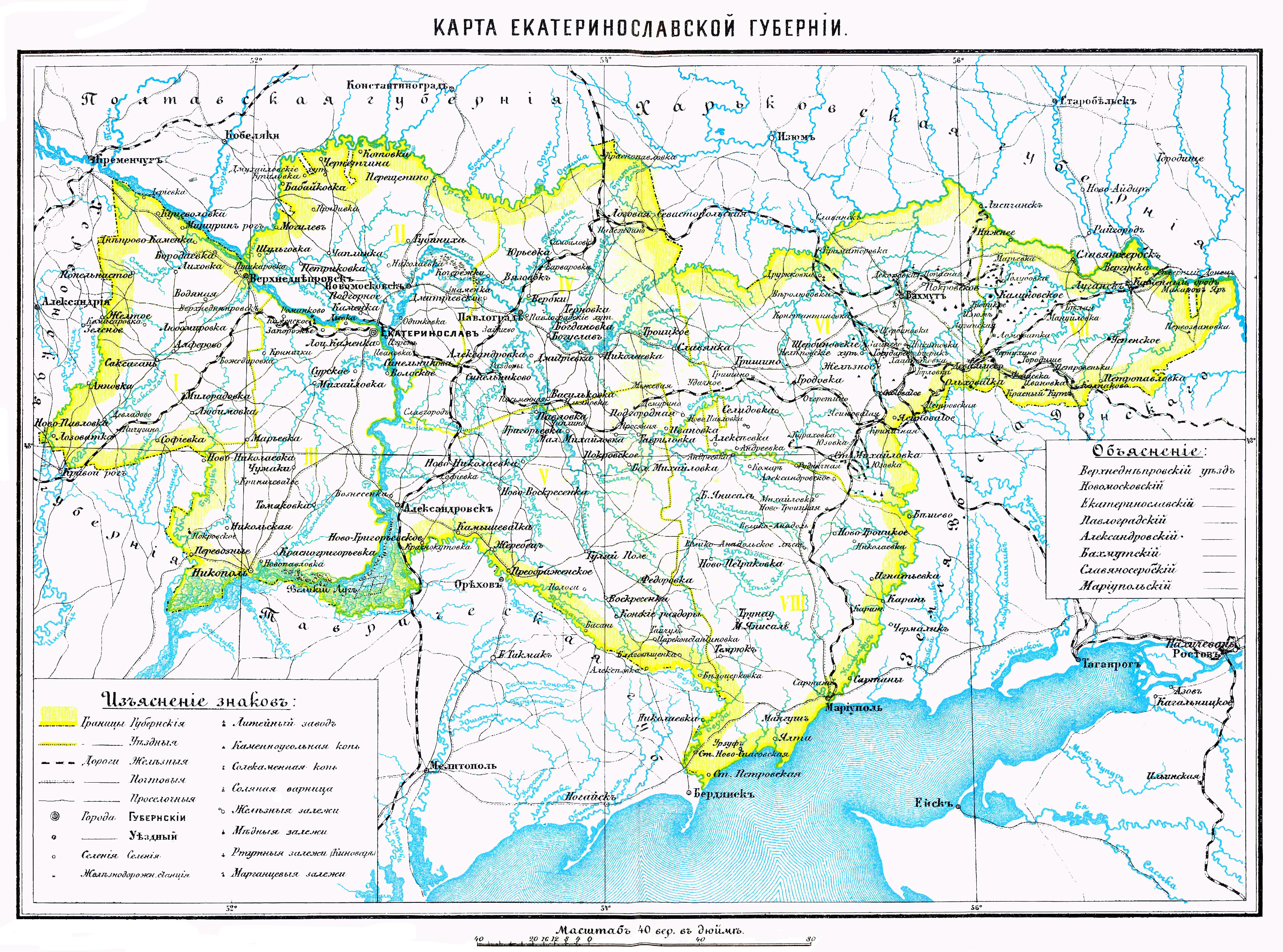
Harta guberniei Ekaterinoslav

Ținutul Bahmut (în rusă Бахмутский уезд) a fost o unitate administrativ-teritorială (uezd) din gubernia Ekaterinoslav a Imperiului Rus, constituită în 1795. Centrul administrativ al ținutului a fost orașul Bahmut. Populația ținutului era de 332.478 locuitori (în 1897).

## Istorie
A fost fondat în 1795 ca provincie a guberniei Azov. În 1783 a trecut la gubernia Novorossia. În perioada 1784–1796 a făcut parte din guvernoratul Ekaterinoslav, iar în 1796–1802, iarăși din gubernia Novorossia. Din 1802 și până în 1920 a făcut parte din gubernia Ekaterinoslav.

## Geografie
Ținutul Bahmut ocupa o suprafață de 7.604 km² (8.106 de verste). În nord se învecina cu gubernia Harkov, în est cu ținutul Slavianoserbsk, în sud avea hotar cu regiunea armatei de pe Don și ținutul Mariupol, iar în vest se mărginea cu ținutul Pavlograd.

## Populație
La recensământul populației din 1897, populația ținutului era de 332.478 de locuitori, dintre care:
| Grup etnic           | Populație | % Procentaj |
| -------------------- | --------- | ----------- |
| Maloruși (ucraineni) | 193.510   | 58,2%       |
| Velicoruși (ruși)    | 103.702   | 31,2%       |
| Germani              | 12.646    | 3,8%        |
| Evrei                | 9.457     | 2,8%        |
| Moldoveni [români]   | 6.371     | 1,9%        |
| alții                | 6.792     |             |

## Diviziuni administrative
În anul 1913, Ținutul Bahmut cuprindea 23 de voloste (ocoale).